# 七浦村 (石川県)
七浦村（しつらむら）は、石川県鳳至郡に存在した村である。

## 概要
門前町の北に位置し、皆月湾に沿って多くの集落が点在している。村の名称の由来は、中世の頃にこの地に存在していた志津良荘に由来する。

## 地理
- 山 : 番場山、猿山、サビヤ山
- 川 : 皆月川
- 湾 : 皆月湾
- 岬 : 小崎、猿山岬

### 隣接していた市町村
- 町
  - 門前町
- 村
  - 諸岡村・浦上村・西保村

## 歴史

### 沿革
- 1146年（久安2年）志津良荘が立券。
- 1889年（明治22年）4月1日 町村制の施行により、鳳至郡皆月（みなづき）村、五十洲（いぎす）村、餅田村、鵜山村、吉浦村、大滝村、中谷内村、矢徳村、小杉村、百成大角間村、井守上坂村、暮坂村、樽見村及び薄野村を廃し、その区域をもって鳳至郡七浦村を設置する。
- 1954年（昭和29年）3月31日 鳳至郡門前町、本郷村、七浦村、浦上村、諸岡村及び黒島村を廃し、その区域をもって鳳至郡門前町を設置する。七浦村の14大字は門前町に継承。

## 行政

### 村長
| 代 | 人                       | 氏名         | 就任                       | 退任                       | 備考       |
| -- | ------------------------ | ------------ | -------------------------- | -------------------------- | ---------- |
| 1  | 1                        | 斯波六左衛門 | 1889年（明治22年）7月13日  | 1893年（明治26年）7月12日  |            |
| 2  | 1                        | 斯波六左衛門 | 1893年（明治26年）7月25日  | 1897年（明治30年）7月24日  |            |
| 3  | 1                        | 斯波六左衛門 | 1897年（明治30年）8月13日  | 1901年（明治34年）8月12日  |            |
| 4  | 1                        | 斯波六左衛門 | 1901年（明治34年）9月4日   | 1905年（明治38年）9月3日   |            |
| 5  | 1                        | 斯波六左衛門 | 1905年（明治38年）9月15日  | 1909年（明治42年）9月14日  |            |
| 6  | 1                        | 斯波六左衛門 | 1909年（明治42年）10月6日  | 1913年（大正2年）5月17日   | 在職中死去 |
| 7  | 2                        | 寺二良輔     | 1913年（大正2年）6月4日    | 1917年（大正6年）6月3日    |            |
| 8  | 2                        | 寺二良輔     | 1917年（大正6年）6月13日   | 1921年（大正10年）6月12日  |            |
| 9  | 2                        | 寺二良輔     | 1921年（大正10年）6月29日  | 1924年（大正13年）3月9日   |            |
| 10 | 3                        | 天井常吉     | 1924年（大正13年）3月31日  | 1928年（昭和3年）3月30日   |            |
| 11 | 3                        | 天井常吉     | 1928年（昭和3年）4月12日   | 1932年（昭和7年）4月11日   |            |
| 12 | 3                        | 天井常吉     | 1932年（昭和7年）6月1日    | 1936年（昭和11年）5月31日  |            |
| 13 |                          | 寺二良輔     | 1936年（昭和11年）12月22日 | 1940年（昭和15年）12月20日 |            |
| 14 | 4                        | 杉下孝造     | 1941年（昭和16年）4月3日   | 1945年（昭和20年）4月2日   |            |
| 15 | 4                        | 杉下孝造     | 1945年（昭和20年）5月24日  | 1946年（昭和21年）11月11日 |            |
| 16 |                          | 寺二良輔     | 1946年（昭和21年）11月16日 | 1947年（昭和22年）4月4日   |            |
| 17 | 1947年（昭和22年）4月5日 | 寺二良輔     | 1951年（昭和26年）4月4日   |                            |            |
| 18 | 5                        | 山崎与一     | 1951年（昭和26年）4月23日  | 1954年（昭和29年）3月30日  |            |

## 教育
- 七浦村立七浦中学校
- 七浦村立七浦小学校
- 七浦保育所

## 交通

### 道路
- 石川県道266号五十洲亀部田線

## 名所・旧跡・観光スポット・祭事・催事
- 観光スポット
  - 猿山岬灯台
  - 雪割草群生地
- 旧跡
  - 海軍皆月望楼台跡
- 祭り
  - 山王祭り
  - 五十洲の夏祭り
  - 皆月のアマメハギ - 1979年に「能登のアマメハギ」の名称で 国の重要無形民俗文化財に指定された。
  - 五十洲のアマメハギ - 文化財指定年度・指定名称は同上。
  - お小夜祭り